# Chrestytełewe
Chrestytełewe (ukr. Хрестителеве) – wieś na Ukrainie, w obwodzie czerkaskim, w rejonie złotonoskim. W 2001 liczyła 1217 mieszkańców, wśród których 1199 jako ojczysty język wskazało ukraiński, 12 rosyjski, 5 ormiański, a 1 inny.